# Świnki (województwo kujawsko-pomorskie)
Świnki – wieś w Polsce położona w województwie kujawsko-pomorskim, w powiecie radziejowskim, w gminie Topólka.

## Podział administracyjny
W latach 1975–1998 miejscowość położona była w województwie włocławskim.

## Demografia
Według Narodowego Spisu Powszechnego (III 2011 r.) liczyła 39 mieszkańców. Jest 27. co do wielkości miejscowością gminy Topólka.